# Adelheid von Heinsberg und Blankenburg

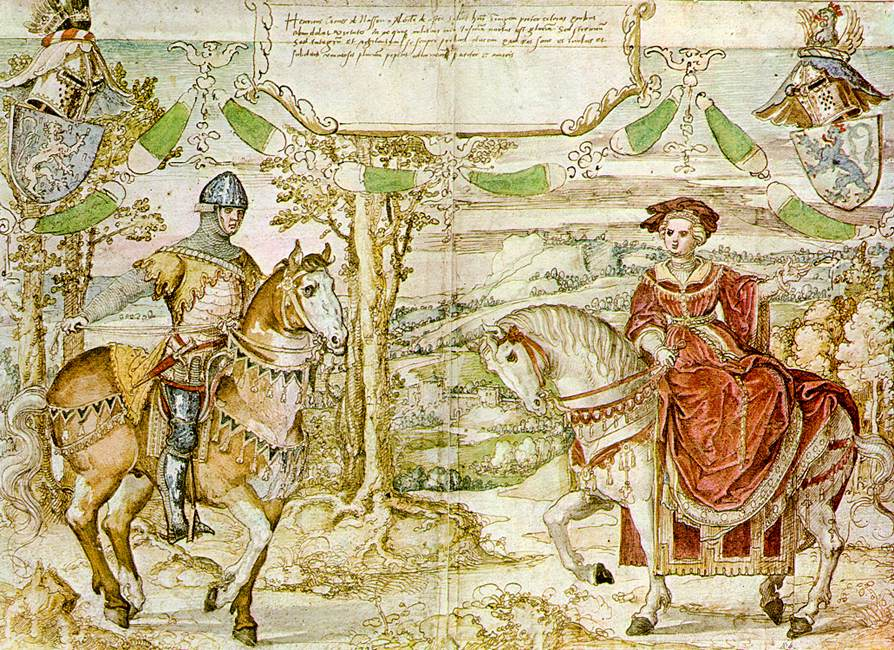
Entwurfszeichnung von Bernard van Orley für den Wandteppich mit Heinrich I. von Nassau-Siegen und Adelheid von Heinsberg und Blankenburg

Adelheid von Heinsberg und Blankenburg († nach 21. Mai 1343) war eine deutsche Adlige aus dem Haus Sponheim und durch Ehe Gräfin von Nassau-Siegen.

## Leben

Das Wappen der Herren von Heinsberg

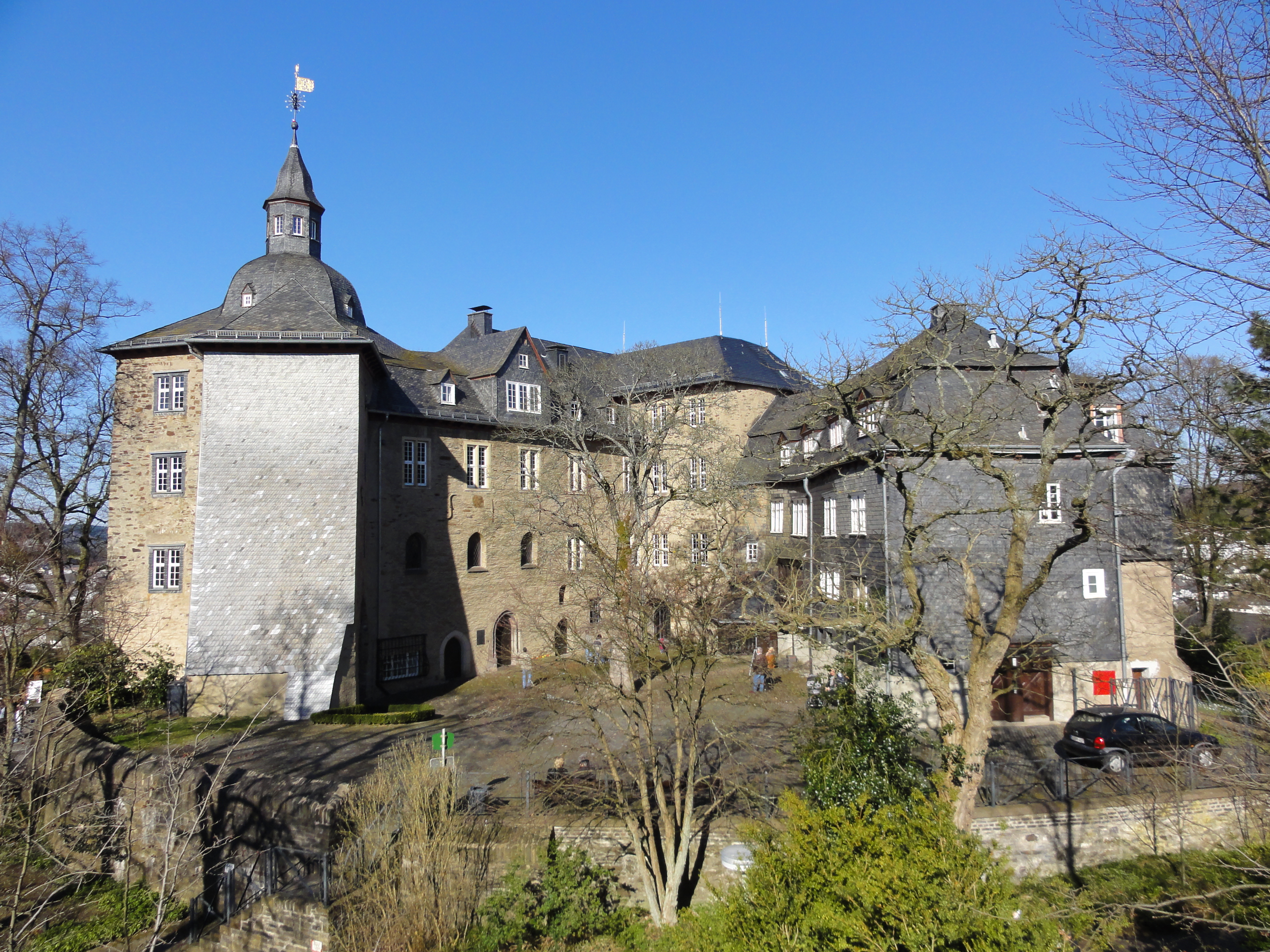
Schloss Siegen

Adelheid war die Tochter Dietrichs II. von Heinsberg und Blankenburg und Johannas von Löwen, die Tochter Gottfried von Brabants, Herr von Gaasbeek und Herstal und Maria von Oudenaarde. Sie heiratete vor 1302 Graf Heinrich I. von Nassau-Siegen (* um 1270; † zwischen 13. Juli und 14. August 1343). Mit ihm hatte sie drei Kinder:
1. Agnes († 29. Oktober 1316/18), ⚭ um 1314 Gerlach II. von Limburg († 2. April 1355).[2]
2. Otto II. (* um 1305; † Dezember 1350/Januar 1351),[2][3][5] Nachfolger seines Vaters als Graf von Nassau-Siegen.
3. Heinrich I. (* um 1307; † 24. Februar 1378 (1380?)),[3] Nachfolger seines Vaters als Graf von Nassau-Beilstein.

Im Jahr 1290 hatte Adelheids Ehemann zusammen mit seinen Brüdern Emich und Johann die Nachfolge seines Vaters als Graf von Nassau angetreten. Nach einem langen Bruderkampf wurde die Grafschaft Nassau im Jahr 1303 unter den drei Brüdern aufgeteilt. Heinrich erhielt Siegen, die Ginsburg, Haiger und die Herrschaft zum Westerwald. 1328 erbte Heinrich den Besitz seines Bruders Johann (Dillenburg, die Herborner Mark, die Kalenberger Zent und das Amt Löhnberg), weil sein anderer Bruder Emich auf seinen Anteil am Erbe verzichtete:
‘Aleydis uxor … Henrici comitis de Nassouwia’ verzichtete auf das Erbe von ‘felicis recordationis … Walrami domini quondam de Blanckenberch fratris nostri’ zugunsten von ‘nostrum consanguineum … Theodericum dominum de Heymsbergh et de Blamckenberch militem filium quondam domini Godefridi fratris nostri’, mit Genehmigung von ‘domini Henrici nostri mariti comitis prelibati nec non Ottonis militis primogeniti ac Henrici prepositi Spirensis nostrorum filiorum’, in einer Urkunde vom 8. März 1333.
Im Jahr 1336 schlossen Adelheids Söhne Otto und Heinrich einen Teilungsvertrag über die Grafschaft Nassau-Siegen. Im Jahr 1339 aber vermählte sich der jüngste Sohn Heinrich gegen den Willen seines Vaters und Bruders mit Imagina von Westerburg. Was Adelheid über die Ehe dachte, wird nicht erwähnt. Aufgrund der Ehe kam es zum Streit zwischen den Brüdern. Otto schloss ein Bündnis mit Landgraf Hermann I. von Hessen gegen Heinrich. Auf Vermittlung Gerlachs I. von Nassau und Dietrichs III. von Loon konnte eine Einigung erzielt werden. Ein neuer Teilungsvertrag folgte 1341.
Adelheid wird zuletzt in einer Urkunde vom 21. Mai 1343 erwähnt. Wann sie starb und wo sie begraben wurde, ist unbekannt.
Zwistigkeiten zwischen ihren Enkeln Johann I. von Nassau-Siegen und Gottfried von Loen-Heinsberg wegen Ansprüchen auf Heinsberg und Blankenberg führten zu genügender Befriedigung durch Zusicherungen von Geldzahlungen im 1363 und 1374. Im Streit um die Herrschaft Heinsberg konnten ihre Enkel Heinrich II. und Reinhard von Nassau-Beilstein von Wilhelm II. von Jülich 1380 Ausgleichszahlungen in Form einer jährlichen Rente erhalten. Diese Rente, 50 Goldgulden aus der blankenburgischen Herbstbede für Heinrich und 50 Goldgulden aus dem Zoll bei Ravenstein für Reinhard, erhielt das Haus Nassau-Beilstein bis zu dessen erlöschen.